# Szeleste, Vas
Szeleste  este un sat în districtul Sárvár, județul Vas, Ungaria, având o populație de 671 de locuitori (2011). 

## Demografie
Componența etnică a satului Szeleste
     Maghiari (98,71%)
     Germani (1,29%)
Componența confesională a satului Szeleste
     Romano-catolici (82,86%)
     Luterani (2,98%)
     Necunoscută (12,52%)
     Alte religii (1,64%)
Conform recensământului din 2011, satul Szeleste avea 671 de locuitori. Din punct de vedere etnic, majoritatea locuitorilor (98,71%) erau maghiari, cu o minoritate de germani (1,29%).  Din punct de vedere confesional, majoritatea locuitorilor (82,86%) erau romano-catolici, cu o minoritate de luterani (2,98%). Pentru 12,52% din locuitori nu este cunoscută apartenența confesională.